# Giulia Cavallari Cantalamessa
Giulia Cavallari Cantalamessa (Imola, 5 de març del 1856 - Bolonya, 6 de novembre del 1935) fou una pedagoga i escriptora feminista italiana. El 1882 fou la primera dona a Itàlia que es llicencià en Literatura i Filosofia. Defensà el dret de les dones a estudiar i treballar per a la seua emancipació.

## Biografia
Va nàixer en una família d'intel·lectuals. La seua àvia Maddalena Monteschi fundà la primera escola femenina d'Imola, abans de la unificació italiana.
Després d'estudiar en l'escola secundària Galvani de Bolonya el 1878-1879 i obtenir un premi d'estímul de l'administració provincial, s'inscrigué en la Facultat de Lletres i Filosofia de la Universitat de Bolonya, i hi fou alumna del periodista i escriptor Giosuè Carducci, amb qui tingué amistat i anys després aquest li confiaria l'educació de la seua filla Libertà (Titti).
El 1884 va obtenir la càtedra de llatí i grec en la secundària femenina E. Fua Fusinato de Roma, ciutat on visqué fins al 1886, quan es casà amb Ignazio Cantalamessa, professor d'anatomia patològica i cap de l'Hospital Maggiore. Tornà a Bolonya, on feu conferències sobre el paper de la dona en la societat i es retirà de l'ensenyament durant una dècada.(1)
A Bolonya contacta amb Gualberta Adelaide Beccari, fundadora de La Donna el 1868, revista sobre els drets de les dones escrita per dones, en què Giulia Cavallari col·labora. El 1890 cofundà el Comité de Propaganda de Bolonya per a la condició moral i jurídica de les dones, que defensava l'educació de les dones. Fou membre de l'Associació de Treballadors de Bolonya i recolzà el treball professional de les dones.(1)
Al seu saló convida militants demòcrates i socialistes, com ara Aurelio Saffi i Andrea Costa, i literats com Enrico Panzacchi, Olindo Guerrini i Severio Ferrari.
Amb la mort del seu marit, el 1896, torna a les aules i amb el suport de Carducci aconsegueix aquell any la càtedra d'italià de l'Escola Normal de Bolonya.
El 1897 fou nomenada directora de l'Escola Professional de dones, que després de la reorganització de Cavallari es convertirà en l'Escola Professional Regina Margherita. El 1899 visqué a Torí, on fou directora de l'Institut Nacional per a les Filles dels Militars "Vila della Regina" durant més de trenta anys.
Va morir a Bolonya al novembre del 1935.

## Pensament i obra
Giulia Cavallari va incidir sobretot en els mètodes pedagògics moderns.(1)
Amb els seus assaigs i conferències reivindicà l'educació i el treball de les dones com a garantia d'independència, dignitat i emancipació (Della dignità della donna 1884, La donna nel Risorgimento nazionale, 1892) i defensà la identitat laica i els ideals republicans.
Escriu Inno guerriero per la guerra italoturca (1912), el Cant della vittoria, musicat per Amadei al 1920, L'opera di una donna nel periodo di guerra 1915-1919, textos que es replegaren el 1925 en Canti di guerra, di vittoria e di pace.